# دوشان سافيتش (لاعب كرة قدم)
دوشان سافيتش (1 يونيو 1955 في صربيا - ) هو لاعب كرة قدم (وحمل سابقاً جنسية يوغوسلافيا) في مركز الهجوم. شارك مع منتخب يوغوسلافيا لكرة القدم. أما مع النوادي، فقد لعب مع النجم الأحمر بلغراد وريال سبورتينغ خيخون ونادي كان ونادي ليل.

## مسيرته الكروية
لعب دوشان سافيتش خلال مسيرته الاحترافية مع 4 أندية في سبعة عشر موسمًا وسجل خلالها 186 هدف ضمن 388 مباراة. حيث فاز في موسم واحد بالكأس وفي ثلاثة مواسم بالدوري.
خاض دوشان سافيتش مسيرته مع نادي النجم الأحمر بلغراد في موسم 1973–74 ليلعب معه عشرة مواسم، مشاركًا في 202 مباراة سجل خلالها 120 هدف. ثم انتقل إلى نادي ريال سبورتينغ خيخون في موسم 1982–83 لمدة موسم واحد، حيث شارك في 13 مباراة سجل خلالها 3 أهداف. لينتقل بعدها إلى نادي ليل في موسم 1983–84 ولمدة موسمين، مشاركًا في 70 مباراة سجل خلالها 25 هدفًا. ثم انتقل إلى نادي كان في موسم 1985–86 ليلعب معه أربعة مواسم، مشاركًا في 103 مباراة سجل خلالها 38 هدفًا.

## وصلات خارجية
- دوشان سافيتش على موقع الاتحاد الأوربي (الإنجليزية)
- دوشان سافيتش على موقع قاعدة بيانات كرة القدم.إي يو (الإنجليزية)
- دوشان سافيتش على موقع ناشيونال فوتبول تيمز (الإنجليزية)
- دوشان سافيتش على موقع عالم كرة القدم.نت (الإنجليزية)